# Anomala siniopyga
Anomala siniopyga är en skalbaggsart som beskrevs av Ohaus 1916. Anomala siniopyga ingår i släktet Anomala och familjen Rutelidae. Inga underarter finns listade i Catalogue of Life.